# لیونل آتبا
لیونل آتبا (انگلیسی: Leonel Ateba؛ زادهٔ ۶ فوریهٔ ۱۹۹۹) بازیکن فوتبال اهل کامرون است که در حال حاضر برای باشگاه فوتبال اتحاد الجزایر بازی می‌کند. 
وی همچنین در تیم ملی فوتبال کامرون بازی کرده است.